# クリス・アンダーソン (編集者)

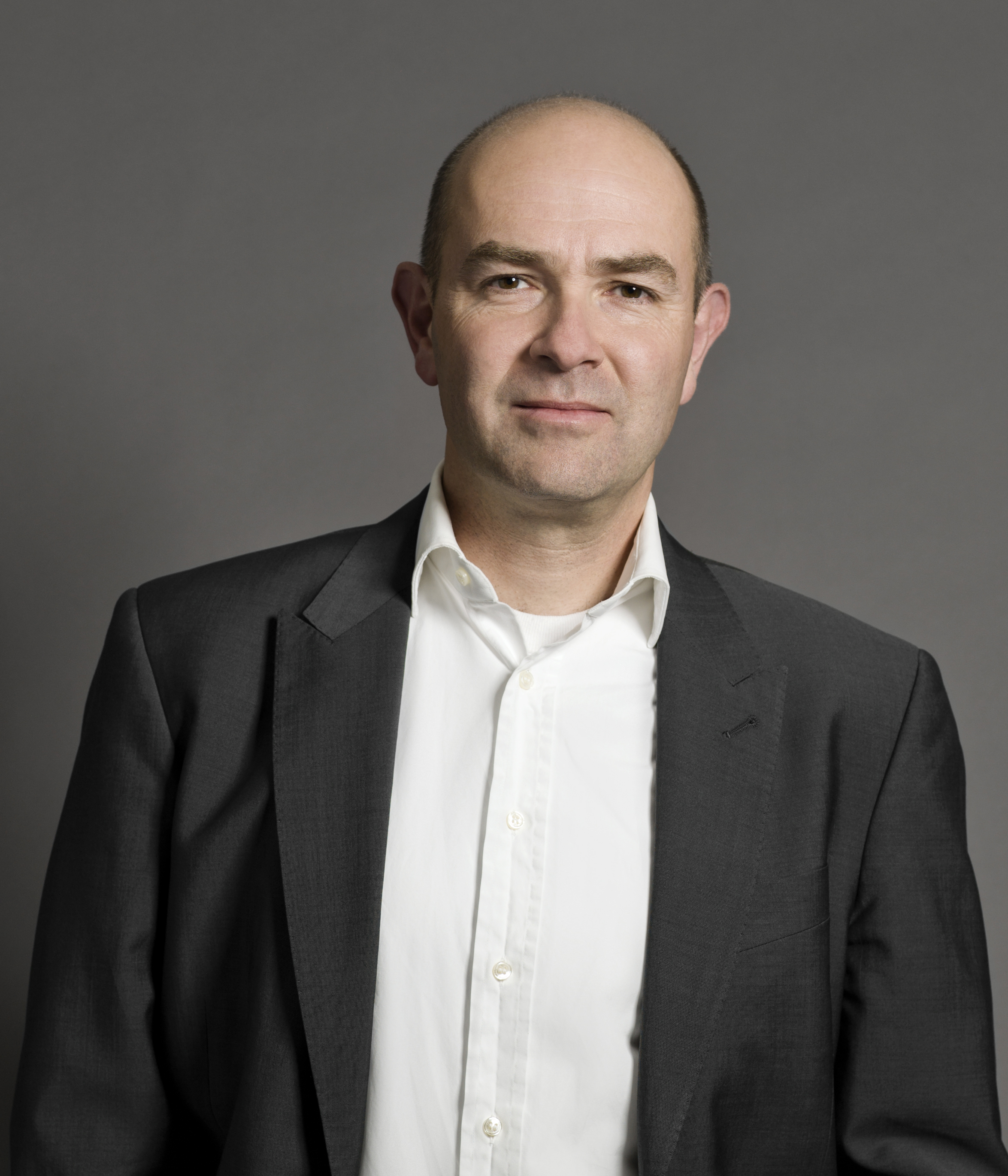
クリス・アンダーソン

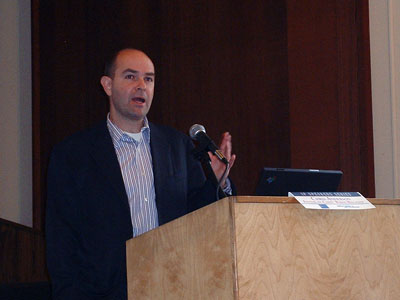
カリフォルニア大学バークレー校法科大学院でスピーチするアンダーソン

クリス・アンダーソン (Chris Anderson、1961年 - ) は、3D Robotics社のCEO。2001年から2012年までアメリカ合衆国の技術雑誌のWiredの編集長を約12年間務めた。同誌の中でロングテールという概念を提唱し、後にその考えを発展させて著作『ロングテール：「売れない商品」を宝の山に変える新戦略』で発表した。現在、カリフォルニア州バークレーに妻と5人の子供と在住している。

## 略歴
2001年「Wired」誌に入る前、アンダーソンは新聞エコノミストで働きインターネットに関する記事を立ち上げた。アンダーソンはジョージ・ワシントン大学で物理学の学位をとりロスアラモス国立研究所で研究をしていた。また雑誌ネイチャーと雑誌サイエンスでも働いてた。
ニューヨーク・タイムズのノンフィクションベストセラーリストに上がった著書『ロングテール』は、もし販売店や流通経路が十分に大きければ、需要が少ない、あるいは販売量が少ない商品でもそれらをまとめあげるとベストセラー商品や大ヒット商品に匹敵または凌駕する市場シェアをつくり上げることが可能であると論じる。
2009年7月に発表された2冊めの著作『フリー：〈無料〉からお金を生みだす新戦略』は、商品やサービスを消費者に無料で提供する価格モデルの可能性を検証した。 
アンダーソンはこの著作でウィキメディアから盗作したとの疑惑を引き起こした。この批判に対して彼と出版社の間でウィキメディアの内容が常に変化することから正確な引用方法について合意できなかったと反論している。また彼のブログで、誤りの全責任を取ると表明し、デジタル版ではそれらは訂正されたとした。
このような論争にもかかわらず、『フリー』の印刷版はニューヨーク・タイムズのベストセラーリストの12位でデビューした。一方、無料のデジタル版は300,000近くダウンロードされ、本書の提唱するフリーミアムに信憑性を与えるものとなった。
2007年、アンダーソンはドゥ・イット・ユアセルフブログ、GeekDadを設立した。Ken Denmeadに交代するまで編集長をつとめており、現在は名誉編集長である。 

## 著作
- 『ロングテール：「売れない商品」を宝の山に変える新戦略』 早川書房、2006年。ISBN 4152087617
- 『フリー：〈無料〉からお金を生みだす新戦略』日本放送出版協会、2009年。ISBN 4140814047
- 『メイカーズ：21世紀の産業革命が始まる』 NHK出版、2012年。ISBN 4140815760